# كارل هيسنبرغ
كارل أدولف هيسنبرغ (بالألمانية: Karl Hessenberg) ‏ ( 8 سبتمبر 1904 _ 22 فبراير 1959 ) , هو رياضي ومهندس ألماني. وقد سميت مصفوفة هيسنبرغ على اسمه.
وكان أخوه هو الملحن كورت هيسنبرغ .

## وصلات خارجية
- Biography of Hessenberg by his daughter, Brigitte Bossert